# Coptotettix muglingi
Coptotettix muglingi är en insektsart som beskrevs av Sigfrid Ingrisch 2001. Coptotettix muglingi ingår i släktet Coptotettix och familjen torngräshoppor. Inga underarter finns listade i Catalogue of Life.